# تشارلز إم. فلويد
تشارلز إم. فلويد هو سياسي أمريكي، ولد في 5 يونيو 1861 في ديري في الولايات المتحدة، وتوفي في 3 فبراير 1923 في مانشستر في الولايات المتحدة. نشط حزبياً في الحزب الجمهوري. وقد انتخب عضو مجلس ولاية نيوهامبشير ‏ وانتخب حاكم نيو هامبشاير ‏.